# 楽語
楽語（がくご）とは楽譜に示された言葉である（rit.など）。楽語は主にイタリア語で書かれ、他にはドイツ語、フランス語、英語などで書かれる。